# Zangeres zonder Naam
Maria Beij o Maria (Mary) Servaes-Bey, més coneguda pel seu nom artístic, Zangeres zonder Naam, o de forma abreujada De Zangeres (en neerlandès, trad.: Cantant sense Nom) (Leiden, 5 d'agost 1919 – Horn, 23 d'octubre 1998), va ser una cantatriu neerlandesa.
Els seus grans èxits foren: Ach vaderlief, toe drink niet meer (1959), De blinde soldaat (1962), Mexico (1969, 1986), Het soldaatje (de vier raadsels) (1971), Mandolinen in Nicosia (1972), Keetje Tippel (1975), 't Was aan de Costa del Sol (1975) i Vragende kinderogen (1982). Va compondre més de 550 cançons.

## Biografia
Mary Servaes nasqué a Leiden amb el nom de Mary (Rietje) Bey. Fou la vuitena d'una família de deu fills. No va tenir una joventut gaire fàcil i des de l'edat de cinc anys va tenir problemes per caminar que persistiren al llarg de tota la seva vida.
En convertir-se al catolicisme va trencar tota relació amb els seus pares. Durant la guerra va viure a Kampen i més tard a casa del seu germà a Maastricht on va conèixer el que seria el seu espòs Sjo Servaes. Començà a cantar als bars de la ciutat. Mentre ajudava un amic seu com a cantant de fons, l'empresari Johnny Hoes va descobrir la seva veu. «La veu de nena» de Mary va impressionar-lo i en assabentar-se que tenia 37 anys, li va oferir un primer contracte. Com li resultava difícil classificar la seva veu, inventà el seu nom d'artista Zangeres zonder Naam.
El seu primer número u surt el 1959: Ach vaderlief, toe drink niet meer (trad.: Mon pare, si us plau, que ja no beguis). Va ser el primer d'una llarga sèrie de números u. Des de l'inici és molt popular, el seu públic aprecia els temes de tota la vida que reconeixen molt bé. Per contra, molts artistes i intel·lectuals fastiguejats per la seva música la menysprearan amb força. Aquesta actitud agressiva va culminar el 1975, quan uns cantants populars i guardonats anteriorment amb el premi Gouden Harp, van tornar la seva Arpa d'Or l'any que el premi va atorgar-se a la Cantant sense Nom.
Les coses canviarien l'any 1975. És l'època de la revalorització de l'art dit kitsch quan artistes com Jeff Koons van començar a produir obres considerades de mal gust. Als Països Baixos, els autors Gerard Reve i Lucebert van rehabilitar la cantant en un moviment irònic.
En publicar el 1977 una cançó (Luister Anita trad: Ascolta, Anita) contra Anita Bryant, una cantant militant molt anti-gai americana, va esdevenir la «mare de tots els gais» del país. La lletra inequívoca diu (traducció): «Baró, que estimis molt el teu amic/i lluita per als teus drets/si més no has de combatre't./No mereixes pas les acusacions de l'Anita»).
El 1975, la cantant se separa de Johnny Hoes, el que va dur a un plet costós que va perdre. Als anys vuitanta del segle passat, va tornar a gaudir d'uns èxits modestos fins al 1986 quan va interpretar la seva cançó Mèxico al temple del rock d'Amsterdam Paradiso. La gravació de la versió life (premi Edison 1987), esdevindrà número u, ja que va seduir, a més dels seus fidels de sempre, un públic nou, més jove. No tem la innovació: va gravar un duet amb el grup pop Normaal i va cantar a les discoteques més modernes. Aquest come back va durar fins al seu concert de comiat a Tilburg el 1987.
Decidí aprofitar al màxim la jubilació, però la seva felicitat no duraria gaire perquè l'any 1990 el seu espòs morí. En diverses ocasions va expressar que li mancaven Sjo i el seu públic.

## El seu llegat

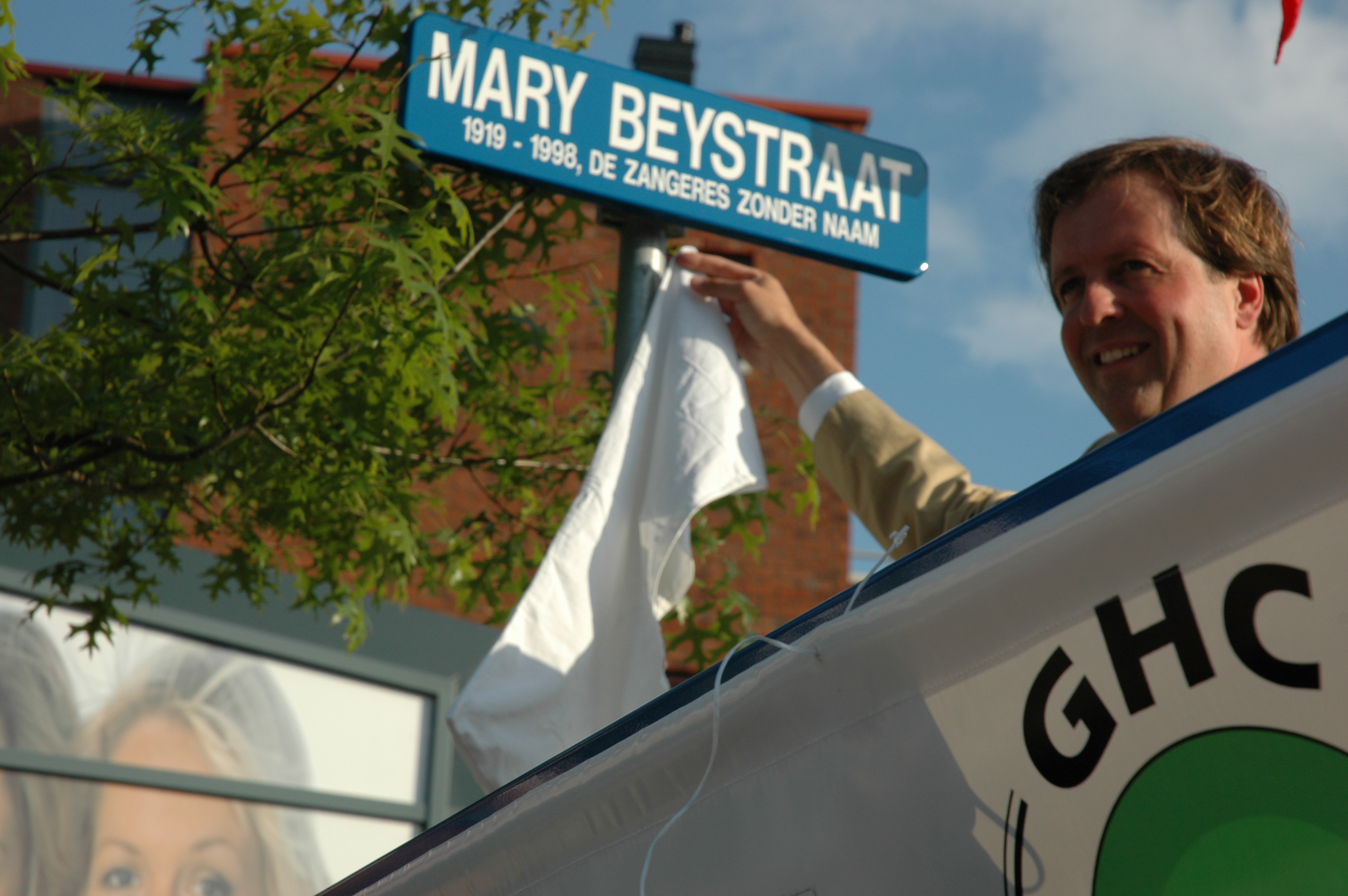
El carrer Mary Beystraat a Leiden

S'organitza una festa el 1994, per al seu 75è aniversari. Va morir el 1998, acompanyat pels aplaudiments de col·legues Albert West, Trea Dobbs, Pierre Kartner, Eddy Wally i més de set-cents aficionats. La cantant Marianne Weber li cantarà en guisa d'adéu la seva darrera cançó Mijn Leven (My way) amb la qual va concloure la seva carrera el 1987.
La Cantant sense nom es considera com un dels exponents més importants de la «cançó de vida», el levenslied, un gènere molt típic del territori de parla neerlandesa
El 1999, una gran part de les seves possessions es van subhastar en benefici de bones causes.
El 18 de maig 2007 un carrer «sense nom» a la seva ciutat natal va batejar-se oficialment Mary Beystraat. Tot i que un carrer sense nom hauria sigut un bon símbol per a la cantant sense nom…

## Discografia

### Singles

#### Èxits històrics
| títol                  | sortit | data d'entrada a la hit parade | posició més alta | nombre de mesos | observacions                  | font          |
| Ach vaderlief          |        | març 1959                      | 10               | 1 mes           |                               | Muziek Expres |
| Ach vaderlief          |        | juny 1959                      | 15               | 1 mes           |                               | Muziek Expres |
| Bloeiende twijgen      |        | des 1959                       | 20               | 1 mes           |                               | Muziek Parade |
| De bedelaar van Parijs |        | nov 1961                       | 8                | 7 mesos         | amb Jerry i Mary Bey          | Muziek Expres |
| De meid van de straat  |        | feb 1962                       | 28               | 1 mes           |                               | Muziek Expres |
| De blinde soldaat      |        | març 1962                      | 8                | 8 mesos         |                               | Muziek Expres |
| De bedelaar van Parijs |        | 9-3-1962                       | 9                | 5 setmanes      | sob el nom «Jerry & Mary Bey» | Platennieuws  |
| De meid van de straat  |        | juny 1962                      | 22               | 1 mes           |                               | Muziek Expres |
| De bedelaar van Parijs |        | juliol 1962                    | 24               | 1 mes           | sob el nom «Jerry & Mary Bey» | Muziek Expres |
| Rij voorzichtig…       |        | des 1962                       | 19               | 1 mes           |                               | Muziek Expres |
| Rij voorzichtig…       |        | feb 1963                       | 23               | 2 mesos         |                               | Muziek Expres |

#### Èxits alTop 40de la cançó neerlandesa
| títol                            | sortit | data d'entrada a la hit parade | posició més alta | nombre de mesos | observacions                  |
| De voddenraper van Parijs        |        | 13-2-1965                      | 40               | 1               | sob el nom «Jerry & Mary Bey» |
| Jongens van 18 jaar              |        | 10-9-1966                      | 20               | 13              |                               |
| Mexico                           |        | 25-10-1969                     | 14               | 7               |                               |
| Het soldaatje (De vier raadsels) |        | 2-10-1971                      | 5                | 12              |                               |
| Mandolinen in Nicosia            |        | 5-8-1972                       | 4                | 16              |                               |
| Zwarte slaven (Slavenkoor)       |        | 16-12-1972                     | 23               | 9               |                               |
| Balalaika                        |        | 9-6-1973                       | 20               | 7               |                               |
| De bruid (des doods)             |        | 22-9-1973                      | 10               | 8               |                               |
| Een moederhart                   |        | 9-2-1974                       | tip              |                 |                               |
| Vissers van Capri                |        | 27-4-1974                      | tip              |                 |                               |
| Het parelsnoer                   |        | 17-8-1974                      | tip              |                 |                               |
| De laatste roos                  |        | 7-12-1974                      | tip              |                 |                               |
| Keetje Tippel                    |        | 5-4-1975                       | 10               | 8               |                               |
| ’t Was aan de Costa del Sol      |        | 2-8-1975                       | 26               | 5               |                               |
| In Hamburg                       |        | 25-10-1975                     | 15               | 6               |                               |
| Onder'n brug van Parijs          |        | 28-2-1976                      | tip              |                 | ensems amb Jerry Bey          |
| Weet je waarom ik huil           |        | 15-10-1977                     | 25               | 5               |                               |
| In eenzame nachten               |        | 9-9-1978                       | tip              |                 |                               |
| In de haven klinkt een lied      |        | 2-12-1978                      | tip              |                 |                               |
| In Santo Domingo                 |        | 6-10-1979                      | tip              |                 |                               |
| Jongen                           |        | 12-4-1980                      | 34               | 3               |                               |
| Denk toch heel goed na           |        | 1-5-1982                       | 34               | 4               |                               |
| Vragende kinderogen              |        | 4-12-1982                      | 32               | 3               |                               |
| Komt de liefde in gevaar         |        | 3-5-1986                       | tip              |                 |                               |
| Mexico (canço) (live)            |        | 1-11-1986                      | 4                | 10              |                               |
| Rock around the clock            |        | 20-12-1986                     | 13               | 5               | ensems amb el grup Normaal    |
| Mijn leven                       |        | 9-1-1988                       | 26               | 4               |                               |
| Eenmaal in je leven              |        | 10-4-1993                      | 29               | 4               |                               |